# Cyclocross Gavere
Il Cyclocross Gavere, noto anche come Cyclocross Asper-Gavere, è una corsa in linea maschile e femminile di ciclocross che si svolge ogni anno a febbraio a Gavere, in Belgio. Corso per la prima volta nel 1983, dallo stesso anno fino al 2021-2022 ha fatto parte del calendario del Superprestige, risultando la prova inclusa più volte nel calendario della competizione (40 volte). Dalla stagione 2022-2023 fa parte del calendario di Coppa del mondo.
Storicamente corso a novembre, nella stagione 2021-2022 si è svolto nel mese di febbraio, e nella stagione 2022-2023 in dicembre.

## Albo d'oro

### Uomini Elite
Aggiornato all'edizione 2022.
| Anno | Vincitore            | Secondo              | Terzo                |
| ---- | -------------------- | -------------------- | -------------------- |
| 1983 | Hennie Stamsnijder   | Albert Zweifel       | Johan Ghyllebert     |
| 1984 | Roland Liboton       | Hennie Stamsnijder   | Albert Zweifel       |
| 1985 | Hennie Stamsnijder   | Rein Groenendaal     | Adrie van der Poel   |
| 1986 | Hennie Stamsnijder   | Roland Liboton       | Yvan Messelis        |
| 1987 | Hennie Stamsnijder   | Rudy De Bie          | Frank van Bakel      |
| 1987 | Roland Liboton       | Yvan Messelis        | Albert Zweifel       |
| 1989 | Danny De Bie         | Hennie Stamsnijder   | Yvan Messelis        |
| 1989 | Danny De Bie         | Christian Hautekeete | Paul De Brauwer      |
| 1991 | Adrie van der Poel   | Staf Van Bouwel      | Martin Hendriks      |
| 1992 | Huub Kools           | Adrie van der Poel   | Danny De Bie         |
| 1992 | Daniele Pontoni      | Thomas Frischknecht  | Danny De Bie         |
| 1993 | Thomas Frischknecht  | Daniele Pontoni      | Danny De Bie         |
| 1994 | Daniele Pontoni      | Marc Janssens        | Erwin Vervecken      |
| 1995 | Wim de Vos           | Luca Bramati         | Richard Groenendaal  |
| 1996 | Richard Groenendaal  | Marc Janssens        | Erwin Vervecken      |
| 1997 | Richard Groenendaal  | Erwin Vervecken      | Danny De Bie         |
| 1998 | Mario De Clercq      | Sven Nys             | Bart Wellens         |
| 1999 | Richard Groenendaal  | Sven Nys             | Mario De Clercq      |
| 2000 | Peter Van Santvliet  | Richard Groenendaal  | Erwin Vervecken      |
| 2001 | Sven Nys             | Tom Vannoppen        | Richard Groenendaal  |
| 2002 | Bart Wellens         | Mario De Clercq      | Peter Van Santvliet  |
| 2003 | Bart Wellens         | Erwin Vervecken      | Sven Nys             |
| 2004 | Sven Nys             | Ben Berden           | Erwin Vervecken      |
| 2005 | Sven Nys             | Gerben de Knegt      | Enrico Franzoi       |
| 2006 | Sven Nys             | Erwin Vervecken      | John Gadret          |
| 2007 | Sven Nys             | Francis Mourey       | Bart Wellens         |
| 2008 | Sven Nys             | Bart Wellens         | Klaas Vantornout     |
| 2009 | Niels Albert         | Sven Nys             | Zdeněk Štybar        |
| 2010 | Sven Nys             | Kevin Pauwels        | Niels Albert         |
| 2011 | Kevin Pauwels        | Tom Meeusen          | Zdeněk Štybar        |
| 2012 | Sven Nys             | Klaas Vantornout     | Bart Wellens         |
| 2013 | Sven Nys             | Philipp Walsleben    | Klaas Vantornout     |
| 2014 | Klaas Vantornout     | Kevin Pauwels        | Sven Nys             |
| 2015 | Wout Van Aert        | Sven Nys             | Kevin Pauwels        |
| 2016 | Mathieu van der Poel | Wout Van Aert        | Toon Aerts           |
| 2017 | Wout Van Aert        | Toon Aerts           | Mathieu van der Poel |
| 2018 | Mathieu van der Poel | Toon Aerts           | Wout Van Aert        |
| 2019 | Eli Iserbyt          | Lars van der Haar    | Laurens Sweeck       |
| 2020 | Thomas Pidcock       | Mathieu van der Poel | Toon Aerts           |
| 2022 | Lars van der Haar    | Eli Iserbyt          | Toon Aerts           |
| 2022 | Mathieu van der Poel | Wout Van Aert        | Thomas Pidcock       |

### Donne Elite
Aggiornato all'edizione 2022.
| Anno | Vincitrice          | Seconda                | Terza                      |
| ---- | ------------------- | ---------------------- | -------------------------- |
| 2000 | Hanka Kupfernagel   | Daphny van den Brand   | Debby Mansveld             |
| 2001 | Anja Nobus          | Reza Hormes-Ravenstijn | Ilona Meter                |
| 2002 | Anja Nobus          | Hilde Quintens         | Reza Hormes-Ravenstijn     |
| 2003 | Anja Nobus          | Hilde Quintens         | Loes Sels                  |
| 2004 | Hilde Quintens      | Anja Nobus             | Loes Sels                  |
| 2005 | Hilde Quintens      | Veerle Ingels          | Anja Nobus                 |
| 2006 | Hilde Quintens      | Reza Hormes-Ravenstijn | Veerle Ingels              |
| 2007 | Katherine Compton   | Maryline Salvetat      | Reza Hormes-Ravenstijn     |
| 2008 | Katherine Compton   | Daphny van den Brand   | Sanne Cant                 |
| 2009 | Katherine Compton   | Marianne Vos           | Daphny van den Brand       |
| 2010 | Sanne van Paassen   | Helen Wyman            | Sophie de Boer             |
| 2011 | Sanne van Paassen   | Sophie de Boer         | Nikki Harris               |
| 2012 | Nikki Harris        | Sanne van Paassen      | Sanne Cant                 |
| 2013 | Sanne Cant          | Helen Wyman            | Nikki Harris               |
| 2014 | Sanne Cant          | Nikki Harris           | Ellen Van Loy              |
| 2015 | Sanne Cant          | Jolien Verschueren     | Nikki Harris               |
| 2016 | Sanne Cant          | Jolien Verschueren     | Christine Majerus          |
| 2017 | Ellen Van Loy       | Nikki Brammeier        | Kim Van De Steene          |
| 2018 | Alice Maria Arzuffi | Nikki Brammeier        | Sanne Cant                 |
| 2019 | Yara Kastelijn      | Alice Maria Arzuffi    | Ceylin del Carmen Alvarado |
| 2020 | Lucinda Brand       | Denise Betsema         | Ceylin del Carmen Alvarado |
| 2022 | Lucinda Brand       | Annemarie Worst        | Denise Betsema             |
| 2022 | Shirin van Anrooij  | Lucinda Brand          | Puck Pieterse              |

### Uomini Under-23
Aggiornato all'edizione 2017.
| Anno | Vincitore             | Secondo                | Terzo                   |
| ---- | --------------------- | ---------------------- | ----------------------- |
| 2001 | Wim Jacobs            | Klaas Vantornout       | Bart Aernouts           |
| 2002 | Tim Van Nuffel        | Bart Aernouts          | Klaas Vantornout        |
| 2003 | Wesley Van Der Linden | Bart Aernouts          | Enrico Franzoi          |
| 2004 | Niels Albert          | Kevin Pauwels          | Geert Wellens           |
| 2005 | Niels Albert          | Kevin Pauwels          | Zdeněk Štybar           |
| 2006 | Niels Albert          | Zdeněk Štybar          | Rob Peeters             |
| 2007 | Philipp Walsleben     | Jempy Drucker          | Julien Taramarcaz       |
| 2008 | Philipp Walsleben     | Tom Meeusen            | Kenneth Van Compernolle |
| 2009 | Tom Meeusen           | Vincent Baestaens      | Jim Aernouts            |
| 2010 | Vincent Baestaens     | Lars van der Haar      | Jim Aernouts            |
| 2011 | Lars van der Haar     | Stan Godrie            | Arnaud Grand            |
| 2012 | Wout Van Aert         | Jens Adams             | Corné van Kessel        |
| 2013 | Wout Van Aert         | Jens Adams             | Gianni Vermeersch       |
| 2014 | Wout Van Aert         | Michael Vanthourenhout | Laurens Sweeck          |
| 2015 | Eli Iserbyt           | Quinten Hermans        | Nicolas Cleppe          |
| 2016 | Eli Iserbyt           | Quinten Hermans        | Joris Nieuwenhuis       |
| 2017 | Thomas Pidcock        | Sieben Wouters         | Thijs Aerts             |

### Uomini Juniors
Aggiornato all'edizione 2022.
| Anno | Vincitore                             | Secondo                               | Terzo                                 |
| ---- | ------------------------------------- | ------------------------------------- | ------------------------------------- |
| 2001 | Jan Soetens                           | Dieter Vanthourenhout                 | Jef De Boeck                          |
| 2002 | Lars Boom                             | Dieter Vanthourenhout                 | Eddy van Ijzendoorn                   |
| 2003 | Clément Lhotellerie                   | Niels Albert                          | Thijs van Amerongen                   |
| 2004 | Ricardo van der Velde                 | Tom Meeusen                           | Jan Van Dael                          |
| 2005 | Tom Meeusen                           | Joeri Adams                           | Dries Pauwels                         |
| 2006 | Joeri Adams                           | Sven Verboven                         | Vincent Baestaens                     |
| 2007 | Lubomír Petruš                        | Stef Boden                            | Arnaud Jouffroy                       |
| 2008 | Tijmen Eising                         | Lars van der Haar                     | Wietse Bosmans                        |
| 2009 | David van der Poel                    | Laurens Sweeck                        | Michiel van der Heijden               |
| 2010 | Jens Vandekinderen                    | Danny van Poppel                      | Laurens Sweeck                        |
| 2011 | Mathieu van der Poel                  | Silvio Herklotz                       | Daan Soete                            |
| 2012 | Mathieu van der Poel                  | Quinten Hermans                       | Martijn Budding                       |
| 2013 | Yannick Peeters                       | Gianni Van Donink                     | Thijs Aerts                           |
| 2014 | Eli Iserbyt                           | Jappe Jaspers                         | Thijs Wolsink                         |
| 2015 | Jappe Jaspers                         | Thijs Wolsink                         | Seppe Rombouts                        |
| 2016 | Toon Vandebosch                       | Thymen Arensman                       | Jelle Camps                           |
| 2017 | Pim Ronhaar                           | Tomáš Kopecký                         | Ryan Cortjens                         |
| 2018 | Ryan Cortjens                         | Witse Meeussen                        | Pim Ronhaar                           |
| 2019 | Thibau Nys                            | Lennert Belmans                       | Yorben Lauryssen                      |
| 2020 | annullato per la pandemia di COVID-19 | annullato per la pandemia di COVID-19 | annullato per la pandemia di COVID-19 |
| 2022 | David Haverdings                      | Yordi Corsus                          | Aaron Dockx                           |
| 2022 | Seppe Van Den Boer                    | Ian Ackert                            | Viktor Vandenberghe                   |